# شهرستان ژاشوی
شهرستان ژاشوی (به لاتین: Zhashui County) یک شهرستان‌های جمهوری خلق چین در چین است که در شانگلو واقع شده‌است.
 شهرستان ژاشوی ۲٬۳۲۲ کیلومتر مربع مساحت و ۱۶۰٬۰۰۰ نفر جمعیت دارد.